# Chuchelná (železniční zastávka)
Chuchelná je železniční zastávka a nákladiště, která se nachází v západní části obce Chuchelná v okrese Opava. Leží v km 11,525 jednokolejné železniční trati Kravaře ve Slezsku – Chuchelná a jedná se o její koncový bod (konec trati je v km 11,322).

## Historie
Zastávka a nákladiště Kuchelna byla otevřena současně s tehdejší tratí Troppau – Ratibor (tedy dnes Opava – Ratiboř) 20. října 1895. Ještě před rokem 1914 byla rozšířena a povýšena na stanici. Na konci druhé světové války byl poškozen úsek do Krzanowic poškozen a po roce 1945 již nebyl obnoven. Od roku 1946 je trať oficiálně ukončena zarážedlem v km 11,332. Provoz do Chuchelné i z české strany byl obnoven až v březnu 1946, neboť úsek do Bolatic byl poničen ustupující německou armádou. S ohledem na pokles dopravního významu byla ve stanici zrušena dopravní služba a stala se z ní dopravna.
Od 15. prosince 2019 je uzavřena osobní pokladna.

## Popis nákladiště a zastávky
Zastávka a nákladiště se obsluhuje jízdou vlaku (resp. PMD) z Kravař ve Slezsku bez uvolnění traťové koleje, takže na trati může být v jednu chvíli jen jeden vlak. V Chuchelné je přímo u budovy traťová kolej č. 1 s nástupištěm o délce 75 metrů, za ní následuje ještě průběžná manipulační kolej č. 2, vpravo od budovy pak leží rovněž průběžná manipulační kolej č. 3. Celkem jsou zde čtyři výhybky a čtyři výkolejky, vše ručně přestavované.
Nejpozději ještě v roce 2001 se přitom jednalo o dopravnu D3, která byla dirigována z Kravař ve Slezsku. Konfigurace kolejiště byla stejná jako později, ale kolej č. 2 nebyla manipulační, ale byla rovněž dopravní. Dopravna byla kryta lichoběžníkovou tabulkou, která byla umístěna v km 11,977.